# Sílvia Munt
Sílvia Munt Quevedo (Barcellona, 24 marzo 1957) è un'attrice e regista spagnola, vincitrice del Premio Goya per la migliore attrice protagonista nel 1992.

## Biografia
Nata a Barcellona da madre francese, Sílvia Munt studiò danza classica negli anni settanta e si diplomò presso il Royal Ballet nel 1974. Fondò in seguito la Compagnia di Danza Contemporanea di Barcellona. Fino al 1978 si dedicò completamente alla danza, sia come ballerina che come coreografa, avendo modo di lavorare nella compagnia di Gelu Barbu.
Successivamente studiò psicologia, combinandola al teatro. Debuttò a teatro all'età di diciannove anni, con Sogno di una notte di mezza estate di William Shakespeare, interpretando il personaggio di Puck. Al cinema, il suo primo lavoro fu il film L'orgia del 1978.
Nel 1982 vinse il Premio CEC alla migliore attrice esordiente per il film La plaça del Diamant. Per la sua interpretazione nel film Ali di farfalla, ottenne il Premio Goya per la migliore attrice protagonista nell'edizione del 1992. Tre anni più tardi, venne nominata al Premio Goya per la migliore attrice non protagonista per il film La passione turca.
Successivamente, intraprese l'attività di regista. Nel 2000 il suo documentario Lalia, incentrato sui profughi algerini, vinse il Premio Goya per il miglior cortometraggio documentario.
Dal 1986 al 1992 fu sposata con l'attore Miquel Cors, con il quale ebbe una figlia di nome Raquel. In seguito, sposò il collega Ramón Madaula, con il quale ebbe altre due figlie, Martina e Miranda.
Sílvia Munt è membro dell'Accademia europea del cinema e dell'Academia de las Artes y las Ciencias Cinematográficas.

## Filmografia

### Regista

#### Cinema
- Déjeme que le cuente (1998)
- Lalia (1999) - cortometraggio
- Gala (2003)
- Pretextos (2008)
- La Granja del Pas (2015)
- Las buenas compañías (2023)

#### Televisione
- Quia (2001) - film TV
- Las hijas de Mohamed (2004) - film TV
- Coses que passen... (2006) - film TV
- Bajo el mismo cielo (2008) - film TV
- Mar de plástico (2011) - film TV
- Meublé La Casita Blanca (2011) - film TV
- Mentiders (2012) - film TV
- El cafè de la Marina (2014) - film TV
- Vida privada (2017) - miniserie TV
- Eva contra Eva (2022) - film TV

### Attrice

#### Cinema
- L'orgia, regia di Francesc Bellmunt (1978)
- Barcelona sur, regia di Jordi Cadena (1981)
- La plaça del Diamant, regia di Francesc Betriu (1982)
- Pares y nones, regia di José Luis Cuerda (1982)
- Soldados de plomo, regia di José Sacristán (1983)
- Sale grosso (Sal gorda), regia di Fernando Trueba (1984)
- Akelarre, regia di Pedro Olea (1984)
- Bajo en nicotina, regia di Raúl Artigot (1984)
- El suizo - un amour en Espagne, regia di Richard Dindo (1985)
- Golfo de Vizcaya, regia di Javier Rebollo (1985)
- Quimera, regia di Carlos Pérez Ferré (1988)
- Ali di farfalla (Alas de mariposa), regia di Juanma Bajo Ulloa (1991)
- Els papers d'Aspern, regia di Jordi Cadena (1991)
- Il lungo inverno (El largo invierno), regia di Jaime Camino (1992)
- Cràpules, regia di Toni Mora (1993)
- Lazos de sangre, regia di Pál Erdöss (1994)
- La passione turca (La pasión turca), regia di Vicente Aranda (1994)
- Il perché delle cose (El perquè de tot plegat), regia di Ventura Pons (1995)
- El rey del río, regia di Manuel Gutiérrez Aragón (1995)
- Los baúles del retorno, regia di María Miró (1995)
- El caçador furtiu, regia di Carlos Benpar (1995)
- Nexo, regia di Jordi Cadena (1995)
- Éxtasis, regia di Mariano Barroso (1996)
- Razones sentimentales, regia di Antonio A. Farré (1996)
- Una piraña en el bidé, regia di Carlos Pastor (1996)
- El domini dels sentits, registi vari (1996)
- Asunto interno, regia di Carles Balagué (1996)
- Segreti del cuore (Secretos del corazón), regia di Montxo Armendáriz (1997)
- Todo está oscuro, regia di Ana Díez (1997)
- Subjúdice, regia di Josep Maria Forn (1998)
- El far, regia di Manuel Balaguer (1998)
- Aunque tú no lo sepas, regia di Juan Vicente Córdoba (2000)
- El viaje de Arián, regia di Eduard Bosch (2000)
- Remake, regia di Roger Gual (2006)
- 53 días de invierno, regia di Judith Colell (2006)
- Pretextos, regia di Sílvia Munt (2008)
- Xtrems, regia di Abel Folk (2009)
- Requisitos para ser una persona normal, regia di Leticia Dolera (2015)

#### Televisione
- Quitxalla - serie TV, 3 episodi (1981)
- Gran teatre - serie TV, 2 episodi (1981)
- La Cucafera - serie TV, 3 episodi (1982)
- Estudio 1 - serie TV, 1 episodio (1982)
- Misteri - serie TV, 2 episodi (1983)
- Un encargo original - serie TV, 1 episodio (1983)
- La plaça del Diamant - miniserie TV, 4 episodi (1983)
- La comedia - serie TV, 1 episodio (1984)
- Teresa de Jesús - serie TV, 2 episodi (1984)
- Històries de cara i creu - serie TV, 1 episodio (1986)
- El obispo leproso - miniserie TV, 6 episodi (1990)
- Les tres germanes - film TV (1991)
- La néta del sol - film TV (1992)
- Celia - serie TV, 6 episodi (1993)
- El trio en mi bemoll - film TV (1993)
- Vostè mateix - serie TV, 1 episodio (1993)
- Arnau - serie TV, 5 episodi (1994)
- Dones i homes - film TV (1995)
- Estació d'enllaç - serie TV, 1 episodio (1997)
- Tío Willy - serie TV, 29 episodi (1998-1999)
- L'aîné des Ferchaux - miniserie TV, 2 episodi (2001)
- Het wonder van Máxima - film TV (2003)
- Fragments - film TV (2003)
- De kroon - film TV (2004)
- Lobos - serie TV, 1 episodio (2005)
- Las palabras de Vero - film TV (2005)
- Le meilluer commerce du monde - film TV (2005)
- Coses que passen... - film TV (2006)
- Meublé La Casita Blanca - film TV (2011)

## Riconoscimenti
- Premio Goya
  - 1992 – Migliore attrice protagonista per Ali di farfalla
  - 1995 – Candidatura alla migliore attrice non protagonista per La passione turca
  - 2000 – Migliore cortometraggio documentario per Lalia

- Medallas del Círculo de Escritores Cinematográficos
  - 1983 – Migliore attrice rivelazione per La plaça del Diamant
  - 1991 – Migliore attrice protagonista per Ali di farfalla

- Premi Sant Jordi
  - 1995 – Migliore attrice spagnola per La passione turca

- Fotogrammi d'argento
  - 1983 – Candidatura alla miglior attrice cinematografica per La plaça del Diamant
  - 1985 – Candidatura alla miglior interprete televisivo per La plaça del Diamant
  - 1992 – Candidatura alla miglior attrice cinematografica per Ali di farfalla

- TP de Oro
  - 1995 – Candidatura alla miglior attrice per La plaça del Diamant

- Premio Gaudí
  - 2009 – Candidatura al migliore regista per Pretextos
  - 2009 – Candidatura alla migliore attrice protagonista per Pretextos
  - 2010 – Candidatura alla migliore attrice protagonista per Xtrems
  - 2013 – Candidatura al miglior film per la televisione per Mar de plástico
  - 2016 – Candidatura al miglior film per la televisione per El cafè de la Marina
  - 2016 – Candidatura al miglior documentario per La Granja del Pas
  - 2019 – Miglior film per la televisione per Vida privada